# Litouwen op het Eurovisiesongfestival 2016

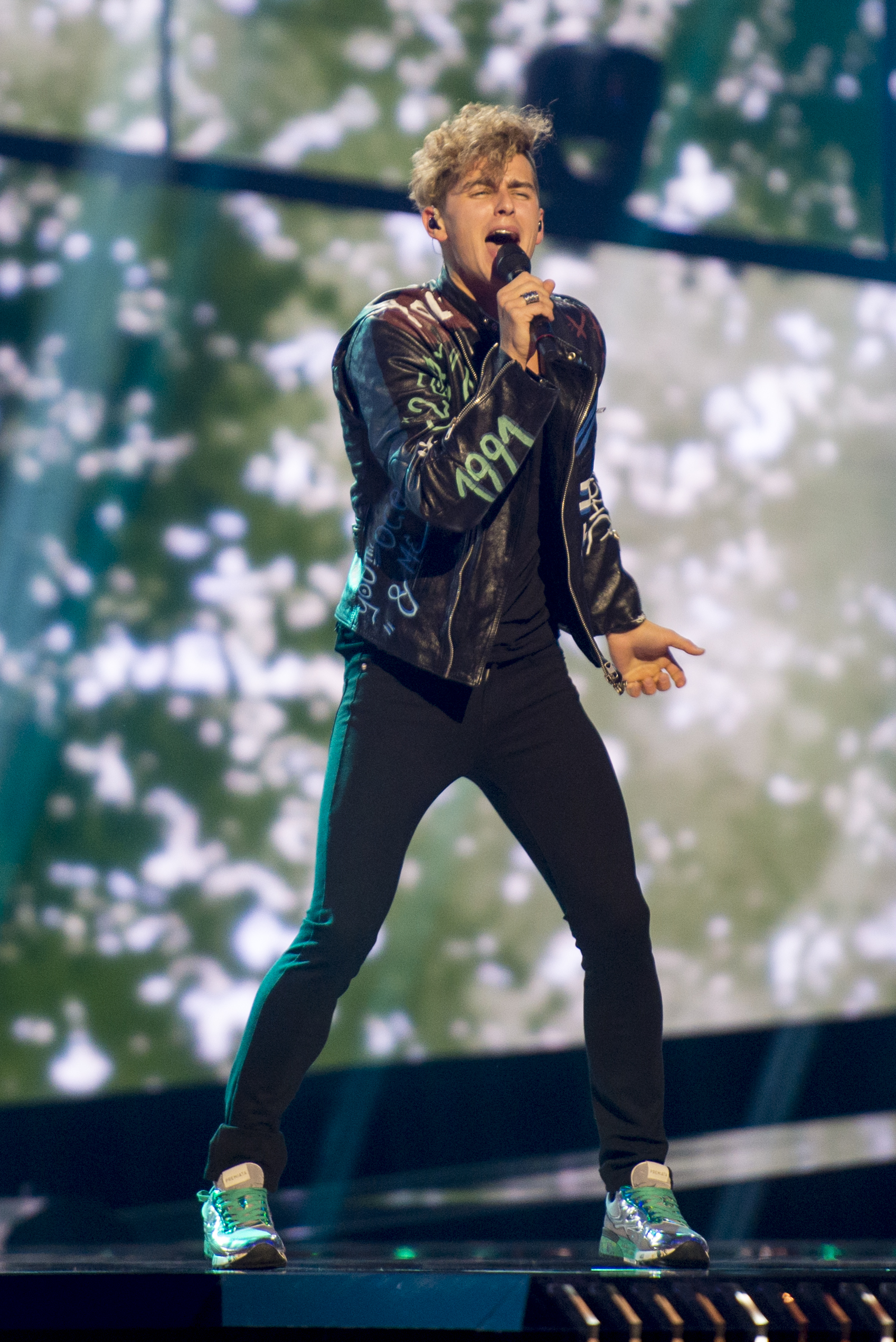
Donny Montell tijdens de liveshow in Stockholm.

Litouwen nam deel aan het Eurovisiesongfestival 2016 in Stockholm, Zweden. Het was de 17de deelname van het land op het Eurovisiesongfestival. LRT was verantwoordelijk voor de Litouwse bijdrage voor de editie van 2016.

## Selectieprocedure
Op 13 juli 2015 maakte de Litouwse nationale omroep bekend te zullen deelnemen aan de komende editie van het Eurovisiesongfestival. In oktober werd duidelijk dat LRT voor een gelijkaardig format opteerde als de voorbije jaren om de Litouwse kandidaat te selecteren. Op 31 oktober openden twee aparte inschrijvingen: een voor artiesten en een voor nummers. Drie weken na het verstrijken van de deadline werden de namen van de 28 deelnemers vrijgegeven.
Eurovizijos deed aldus net als de voorbije drie jaren dienst als nationale preselectie voor het Eurovisiesongfestival. Het format onderging enkele grote aanpassingen in vergelijking met het jaar voordien. De kandidaten werden verdeeld in twee groepen: zij die zich met een eigen nummer hadden ingeschreven en zij die dit niet hadden gedaan. In de eerste twee voorrondes traden telkens acht artiesten aan met een eigen nummer. Telkens vielen er drie af. Na een pauze van één week traden de tien overblijvers uit deze groep opnieuw aan, waarna er twee afvielen. Tijdens de zesde show vielen er drie artiesten af, waardoor er vijf artiesten met eigen nummer doorstootten naar de kwartfinale.
De tweede groep was voorbehouden voor artiesten die zich hadden ingeschreven zonder eigen nummer. Deze twaalf deelnemers kregen van LRT een nummer toegewezen. In de derde show vielen twee acts af, gevolgd door nog eens twee geëlimineerden tijdens de vijfde show. Tijdens de zevende voorronde vielen er ook hier drie acts af, waardoor er ook uit deze groep vijf artiesten doorstootten naar de kwartfinale.
In de kwartfinale werden beide groepen samengegooid. Van de tien acts vielen er twee af. Ook een week later werden twee artiesten geëlimineerd, waardoor er in de finale nog zes deelnemers overbleven. In alle shows werden de punten voor de helft verdeeld door een vakjury en voor de andere helft door het televotende publiek. Volgens de initiële reglementen zou in geval van een gelijkstand de favoriet van het publiek de bovenhand krijgen. Van deze regel werd echter afgestapt vanaf de vierde voorronde.
De voorrondes en kwartfinale werden niet live uitgezonden, de halve finale en de finale wel. Alle shows werden gehouden in de LRT-studio's in Vilnius en gepresenteerd door Andrius Rožickas en Gerūta Griniūtė. Donny Montell ging uiteindelijk met de zegepalm aan de haal. Het was zijn tweede overwinning in een Litouwse preselectie, na die in 2012.

## Eurovizijos 2016

### Eerste voorronde
9 januari 2016 - Deelnemers met eigen lied
| Plaats | Artiest           | Lied                             | Jury | Publiek | Totaal |
| ------ | ----------------- | -------------------------------- | ---- | ------- | ------ |
| 1      | Donny Montell     | I've been waiting for this night | 12   | 12      | 24     |
| 2      | Erica Jennings    | Leading me home                  | 12   | 8       | 20     |
| 3      | Petunija          | Leading me home                  | 8    | 10      | 18     |
| 4      | Behind the Moon   | Did it all                       | 10   | 7       | 17     |
| 5      | Alice Way         | Hero                             | 8    | 6       | 14     |
| 6      | Dovydas Petrošius | Starlight                        | 7    | 5       | 12     |
| 7      | Elena Jurgaitytė  | I won't come back                | 6    | 4       | 10     |
| 8      | Vlad Max          | Don't wanna let go               | 5    | 3       | 8      |

### Tweede voorronde
16 januari 2016 - Deelnemers met eigen lied
| Plaats | Artiest              | Lied             | Jury | Publiek | Totaal |
| ------ | -------------------- | ---------------- | ---- | ------- | ------ |
| 1      | Rūta Ščiogolevaitė   | United           | 12   | 12      | 24     |
| 2      | Ištvan Kvik & Ellada | Please don't cry | 7    | 10      | 17     |
| 3      | Catrinah             | Be free          | 10   | 7       | 17     |
| 4      | Valdas Lacko         | Stay tonight     | 7    | 8       | 15     |
| 5      | Eglė Jakštytė        | Let me show you  | 8    | 6       | 14     |
| 6      | Jurgis Brūzga        | Hold on          | 6    | 5       | 11     |
| 7      | Lawreigna            | Falling          | 5    | 4       | 9      |
| 8      | Ugne Smile           | You don't know   | 5    | 3       | 8      |

### Derde voorronde
23 januari 2016 - Deelnemers zonder eigen lied
| Plaats | Artiest              | Lied                      | Jury | Publiek | Totaal |
| ------ | -------------------- | ------------------------- | ---- | ------- | ------ |
| 1      | Aistė Pilvelytė      | You bet                   | 12   | 12      | 24     |
| 2      | Ruslanas Kirilkinas  | In my world               | 8    | 10      | 18     |
| 3      | Ieva Zasimauskaitė   | Life (not that beautiful) | 10   | 5       | 15     |
| 4      | Milda Martinkėnaitė  | If tomorrow never comes   | 6    | 8       | 14     |
| 5      | Berta Timinskaitė    | Stars in a rainbow        | 6    | 6       | 12     |
| 6      | Saulenė Chlevickaitė | Strong                    | 4    | 7       | 11     |
| 7      | 4 Roses              | Butterfly                 | 6    | 4       | 10     |
| 8      | Neringa Šiaudikytė   | Never knew love           | 7    | 2       | 9      |
| 9      | EGO                  | Long way from home        | 5    | 3       | 8      |
| 10     | Baiba                | Mayday                    | 3    | 1       | 4      |
| 11     | Evelyn Joyce         | When it sings             | 2    | 0       | 2      |
| 12     | Deividas Žygas       | Survivors                 | 0    | 0       | 0      |

### Vierde voorronde
30 januari 2016 - Deelnemers met eigen lied
| Plaats | Artiest              | Lied                             | Jury | Publiek | Totaal |
| ------ | -------------------- | -------------------------------- | ---- | ------- | ------ |
| 1      | Donny Montell        | I've been waiting for this night | 12   | 10      | 22     |
| 2      | Rūta Ščiogolevaitė   | United                           | 10   | 12      | 22     |
| 3      | Erica Jennings       | Leading me home                  | 8    | 8       | 16     |
| 4      | Catrinah             | Be free                          | 7    | 7       | 14     |
| 5      | Ištvan Kvik & Ellada | Please don't cry                 | 7    | 5       | 12     |
| 6      | Valdas Lacko         | Stay tonight                     | 5    | 6       | 11     |
| 7      | Eglė Jakštytė        | Let me show you                  | 6    | 4       | 10     |
| 8      | Petunija             | Tomorrow                         | 6    | 3       | 9      |
| 9      | Behind the Moon      | Did it all                       | 4    | 2       | 6      |
| 10     | Alice Way            | Hero                             | 3    | 1       | 4      |

### Vijfde voorronde
6 februari 2016 - Deelnemers zonder eigen lied
| Plaats | Artiest              | Lied                      | Jury | Publiek | Totaal |
| ------ | -------------------- | ------------------------- | ---- | ------- | ------ |
| 1      | Aistė Pilvelytė      | You bet                   | 12   | 12      | 24     |
| 2      | Ruslanas Kirilkinas  | In my world               | 7    | 10      | 17     |
| 3      | Ieva Zasimauskaitė   | Life (not that beautiful) | 10   | 5       | 15     |
| 4      | 4 Roses              | Butterfly                 | 8    | 6       | 14     |
| 5      | Saulenė Chlevickaitė | Strong                    | 6    | 8       | 14     |
| 6      | Milda Martinkėnaitė  | If tomorrow never comes   | 3    | 7       | 10     |
| 7      | Neringa Šiaudikytė   | Never knew love           | 7    | 2       | 9      |
| 8      | EGO                  | Long way from home        | 5    | 3       | 8      |
| 9      | Berta Timinskaitė    | Stars in a rainbow        | 4    | 4       | 8      |
| 10     | Baiba                | Mayday                    | 4    | 1       | 5      |

### Zesde voorronde
13 februari 2016 - Deelnemers met eigen lied
| Plaats | Artiest              | Lied                             | Jury | Publiek | Totaal |
| ------ | -------------------- | -------------------------------- | ---- | ------- | ------ |
| 1      | Rūta Ščiogolevaitė   | United                           | 10   | 12      | 22     |
| 2      | Erica Jennings       | Leading me home                  | 10   | 10      | 20     |
| 3      | Donny Montell        | I've been waiting for this night | 12   | 7       | 19     |
| 4      | Valdas Lacko         | Stay tonight                     | 7    | 8       | 15     |
| 5      | Catrinah             | Be free                          | 8    | 6       | 14     |
| 6      | Ištvan Kvik & Ellada | Please don't cry                 | 7    | 5       | 12     |
| 7      | Eglė Jakštytė        | Let me show you                  | 6    | 4       | 10     |
| 8      | Petunija             | Tomorrow                         | 6    | 3       | 9      |

### Zevende voorronde
20 februari 2016 - Deelnemers zonder eigen lied
| Plaats | Artiest              | Lied                      | Jury | Publiek | Totaal |
| ------ | -------------------- | ------------------------- | ---- | ------- | ------ |
| 1      | Aistė Pilvelytė      | You bet                   | 12   | 12      | 24     |
| 2      | Ieva Zasimauskaitė   | Life (not that beautiful) | 10   | 8       | 18     |
| 3      | Ruslanas Kirilkinas  | In my world               | 8    | 10      | 18     |
| 4      | Saulenė Chlevickaitė | Strong                    | 7    | 5       | 12     |
| 5      | Milda Martinkėnaitė  | If tomorrow never comes   | 6    | 6       | 12     |
| 6      | 4 Roses              | Butterfly                 | 5    | 7       | 12     |
| 7      | Neringa Šiaudikytė   | Never knew love           | 7    | 4       | 11     |
| 8      | EGO                  | Long way from home        | 5    | 3       | 8      |

### Kwartfinale
27 februari 2016
| Plaats | Artiest              | Lied                             | Jury | Publiek | Totaal |
| ------ | -------------------- | -------------------------------- | ---- | ------- | ------ |
| 1      | Donny Montell        | I've been waiting for this night | 12   | 12      | 24     |
| 2      | Aistė Pilvelytė      | You bet                          | 10   | 7       | 17     |
| 3      | Erica Jennings       | Leading me home                  | 8    | 8       | 16     |
| 4      | Rūta Ščiogolevaitė   | United                           | 6    | 10      | 16     |
| 5      | Ieva Zasimauskaitė   | Life (not that beautiful)        | 8    | 6       | 14     |
| 6      | Ruslanas Kirilkinas  | In my world                      | 7    | 4       | 11     |
| 7      | Catrinah             | Be free                          | 5    | 4       | 9      |
| 8      | Valdas Lacko         | Stay tonight                     | 3    | 5       | 8      |
| 9      | Milda Martinkėnaitė  | If tomorrow never comes          | 5    | 2       | 7      |
| 10     | Saulenė Chlevickaitė | Strong                           | 4    | 1       | 5      |

### Halve finale
5 maart 2016
| Plaats | Artiest             | Lied                             | Jury | Publiek | Totaal |
| ------ | ------------------- | -------------------------------- | ---- | ------- | ------ |
| 1      | Erica Jennings      | Leading me home                  | 12   | 12      | 24     |
| 2      | Donny Montell       | I've been waiting for this night | 10   | 10      | 20     |
| 3      | Rūta Ščiogolevaitė  | United                           | 8    | 8       | 16     |
| 4      | Aistė Pilvelytė     | You bet                          | 7    | 7       | 14     |
| 5      | Ieva Zasimauskaitė  | Life (not that beautiful)        | 6    | 6       | 12     |
| 6      | Ruslanas Kirilkinas | In my world                      | 5    | 5       | 10     |
| 7      | Catrinah            | Be free                          | 4    | 4       | 8      |
| 8      | Valdas Lacko        | Stay tonight                     | 3    | 3       | 6      |

### Finale
12 maart 2016
| Plaats | Artiest             | Lied                             | Jury | Publiek | Totaal |
| ------ | ------------------- | -------------------------------- | ---- | ------- | ------ |
| 1      | Donny Montell       | I've been waiting for this night | 12   | 12      | 24     |
| 2      | Erica Jennings      | Leading me home                  | 10   | 10      | 20     |
| 3      | Rūta Ščiogolevaitė  | United                           | 8    | 8       | 16     |
| 4      | Aistė Pilvelytė     | You bet                          | 7    | 6       | 13     |
| 5      | Ieva Zasimauskaitė  | Life (not that beautiful)        | 6    | 7       | 13     |
| 6      | Ruslanas Kirilkinas | In my world                      | 5    | 5       | 10     |

## In Stockholm
Litouwen trad in Stockholm in de tweede halve finale op donderdag 12 mei 2016 aan. Donny Montell trad als negende van achttien acts op, net na Kaliopi uit Macedonië en gevolgd door Dami Im uit Australië. Litouwen wist zich te plaatsen voor de finale op zaterdag 14 mei.
In de finale trad Litouwen als zestiende van de 26 acts aan en haalde er de 9de plaats.
1994 · 1995-1998 · 1999 · 2000 · 2001 · 2002 · 2003 · 2004 · 2005 · 2006 · 2007 · 2008 · 2009 · 2010 · 2011 · 2012 · 2013 · 2014 · 2015 · 2016 · 2017 · 2018 · 2019 · 2020 · 2021 · 2022 · 2023 · 2024 · 2025
Albanië · Armenië · Australië · Azerbeidzjan · België · Bosnië en Herzegovina · Bulgarije · Cyprus · Denemarken · Duitsland · Estland · Finland · Frankrijk · Georgië · Griekenland · Hongarije · Ierland · IJsland · Israël · Italië · Kroatië · Letland · Litouwen · Macedonië · Malta · Moldavië · Montenegro · Nederland · Noorwegen · Oekraïne · Oostenrijk · Polen · Rusland · San Marino · Servië · Slovenië · Spanje · Tsjechië · Verenigd Koninkrijk · Wit-Rusland · Zweden · Zwitserland